# Combat de boxe
Combat de boxe è un cortometraggio del 1927, diretto da Charles Dekeukeleire.

## Trama
Sequenze più o meno prolungate su un incontro di boxe, complete di primi piani e particolari; con brevi accenni alle attività collaterali: la vendita dei biglietti (o le scommesse), l'arrivo dei pugili sul ring, il pubblico. Fino al KO.

## Storia
Paul Werrie, la cui poesia è servita come base per questo film e che ha partecipato alle riprese, ha descritto la produzione. "Un laboratorio di pittura è stato utilizzato come studio... alcuni di noi hanno steso le lenzuola che servivano da ring. Ma i pugili erano veri pugili. Hanno fatto boxe sulle lenzuola davanti a una corda che due di noi tenevano sollevata. Poi, usando un effetto ottico durante il montaggio, il regista ha combinato il ring con riprese autentiche. Erano solo una macchia di azione. Per quanto riguarda la folla che i combattenti hanno attraversato, è stata filmata in un cortile della scuola dal retro di un furgone del latte. Dodici di noi interpretavano la folla, in fila. Quando la telecamera se n'era andata, abbiamo lasciato il retro e siamo corsi davanti, cambiando ogni volta il nostro cappello e adottando una nuova posa, il tutto creando un movimento molto naturale".
Dekeukeleire tentò di far arrivare il film alla distribuzione commerciale in Belgio, il teatro della Paramount a Bruxelles, il Coliseum, accordò per usarlo come cortometraggio. L'espositore gli avrebbe dovuto pagare 750F, pare che il regista acconsentì solo tramite contratto verbale. Dopo diversi giorni di proiezioni, l'espositore tagliò parti della pellicola e Dekeukeleire fece causa per farle interrompere e ottenere i suoi 750F più 10.000F di danni, il caso si trascinò per un po' e fu deciso contro di lui nell'agosto del 1928, fece ricorso e perse di nuovo nel 1931.
1. ↑    - (FR) Cfr: http://www.davidbordwell.net/essays/dekeukeleire.php
2. ↑  (EN) Home | Avila, su www.avilafilm.be. URL consultato il 10 dicembre 2024.
3. ↑  
 davidbordwell.net : home, su www.davidbordwell.net. URL consultato il 10 dicembre 2024.